# Batalha de Herate

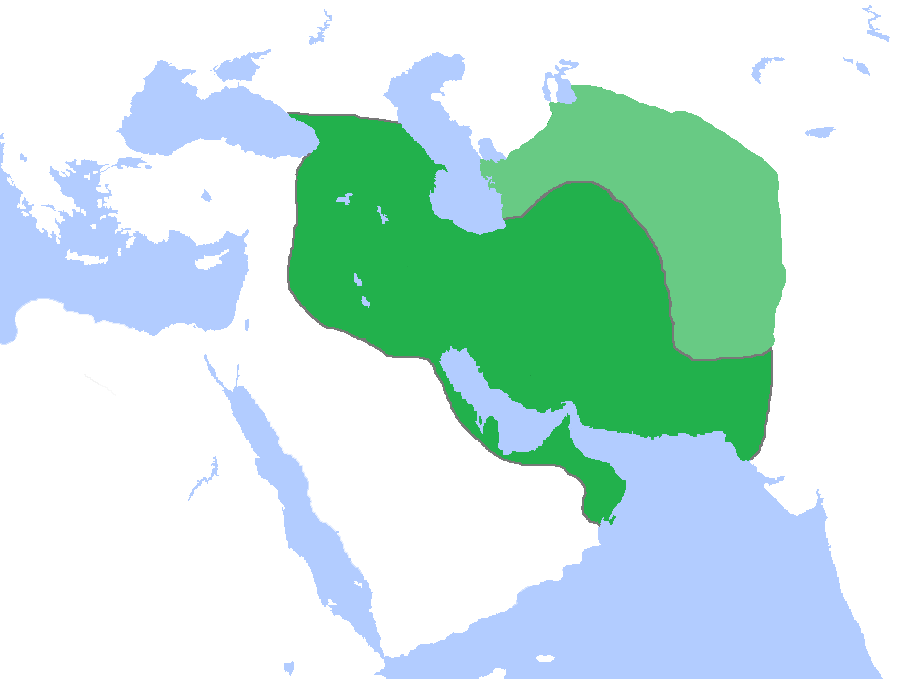
Império Sassânida após o desastre contra o Império Heftalita. O verde claro representa as áreas perdidas aos heftalitas

A Batalha de Herate, também chamada Batalha de Bactro, foi uma grande confronto ocorrido em 484 entre uma força invasora do Império Sassânida sob o comando do xá Perozes I (r. 459–484) e um exército do Império Heftalita liderado por Cuxenavaz. A batalha foi uma derrota fragorosa às forças persas que foram quase completamente destruídas. Perozes e alguns de seus filhos foram mortos em combate.

## Contexto
Em 459, os heftalitas ocuparam Báctria e foram enfrentados pelo xá Hormisda III (r. 457–459). Perozes, em pacto com eles, matou Hormisda e estabeleceu-se como rei. Ele rapidamente tomou medidas para manter relações pacíficas com o Império Bizantino no Ocidente, enquanto tentou reprimir os heftalitas no Oriente, cujos exércitos começaram sua conquista do Irã Oriental. Os romanos apoiaram-o, enviando-lhe unidades auxiliares. Ele falhou, contudo, quando conduziu suas forças fundo em território inimigo e foi cercado. Ele foi feito prisioneiro em 469/471, sendo obrigado a entregar seu filho Cavades como refém e a pagar resgate por sua libertação. Além disso, o império foi forçado a pagar tributo por alguns anos. Esta derrota humilhante levou o xá a conduzir nova campanha.

## Batalha
Em 482, formou um exército enorme e preparou-se para confrontá-los. Em 484, conduziu suas forças para Bactro, onde criou sua base e rejeitou o emissário de Cuxenavaz. As tropas heftalitas se retiraram, mas então seu rei ordenou que fossem cavadas covas fundas, ligeiramente cobertas com madeira e encimadas com terra. Essas armadilhas, colocadas no caminho dos sassânidas, foram decisivas para quebrar a formação de combate do exército persa e atrapalhar muitos soldados. Quase todo o exército foi destruído. O xá e alguns filhos seus foram mortos e muitos de seus generais e comitiva foram capturados, incluindo sua filha e seu tesouro.

## Rescaldo
Com a morte de Perozes, os heftalitas invadiram e pilharam os territórios sassânidas e conquistaram toda a região do Coração que, segundo Josué, o Estilita, "foi deixado desolado e despovoado". Os persas também foram forçados a pagar pesado tributo anual. As depredações continuaram por mais algum tempo até que um dos apoiantes de Perozes, um indivíduo chamado Sucra, atacou os heftalitas e forçou-os a se retirar do Irã. Ele resgatou os cativos e protegeu as riquezas do xá; de acordo com Ferdusi dentre os cativos estava Cavades.
De acordo com Ferdusi, ao retornar à capital Ctesifonte com Cavades, onde Balas (r. 484–488), irmão de Perozes, foi feito rei, Sucra tornou-se o verdadeiro governante do Império Sassânida. Por intermédio de alguns dos nobres, Cavades permaneceu em cativeiro, porém conseguiu escapar e foi para junto dos heftalitas, onde casou-se com a filha do rei. Ele lá ficou durante quatro anos até voltar em 488 com um exército heftalita com o qual tomou o trono. Em 496, foi destronado por seu irmão Zamasfes (r. 496–498) e fugiu novamente ao Império Heftalita. Os heftalitas novamente ajudariam-o a retomar o trono em 498 em troca de pagamento.